# Pál Pétervári
Pál Pétervári är en ungersk kanotist.
Han tog bland annat VM-guld i C-2 10000 meter i samband med sprintvärldsmästerskapen i kanotsport 1991 i Paris.